# Comensurável
Em geral, duas quantidades dizem-se comensuráveis quando se exprimem na mesma unidade.
Em matemática, dois números reais dizem-se comensuráveis se a razão entre eles for um número racional.

## História do conceito
O termo tem origem nos Elementos de Euclides, onde dois segmentos de recta s e t dizem-se comensuráveis se existir um terceiro segmento u que caiba um número inteiro de vezes em s e em t.